# Arrufó
Arrufó é uma comuna argentina do departamento San Cristóbal na província de Santa Fé, a 28 km de Hersilia, 234 km da capital provincial, Santa Fe de la Vera Cruz, e a 708 km de Buenos Aires.
A comuna foi criada en 10 de agosto de 1903.

## Toponímia
Em homenagem a Javier Arrufó, doador dos terrenos á ferrovia em 1884.

## Geografia

### Morfologia
Uma parte do distrito se encontra no Domo Ocidental Longitudinal da província (a parte urbana), ao mesmo tempo em que o resto se encaixa nos Baixos submeridionais.  É uma zona com escasso escorrimento de águas, formando em épocas de abundantes precipitações, áreas pantanosas. 

## Biblioteca Popular
- Miguel Ángel Solá, Asoc. Civil

## Santa Padroeira
Nossa Senhora da Assunção, 15 de agosto

## Locais Turísticos
- Colonia San Rafael
- El Cóndor
- La Angelita
- La Campesina
- La Cristiani